# Max Peters (Beamter)
Maximilian Friedrich Peters (* 7. Oktober 1856 in Berlin; † 17. Mai 1933 ebenda) war ein deutscher Verwaltungsjurist und Ministerialbeamter.

## Biografie
Nach Abschluss des Studiums der Rechtswissenschaften wurde er 1877 zunächst Gerichtsreferendar. Anschließend trat er in den Staatsdienst und wurde 1882 zuerst Regierungsassessor und 1888 zum Regierungsrat befördert. 1892 trat er als Hilfsarbeiter in das Ministerium der öffentlichen Arbeiten und wurde dort 1896 zum Geheimen Regierungsrat ernannt. 1899 folgte seine Beförderung zum Geheimen Oberregierungsrat und danach 1906 zum Wirklichen Geheimen Oberregierungsrat. 1908 wurde er zum Ministerialdirektor und Leiter der Abteilung für Wasserstraßen im preußischen Ministerium für öffentliche Arbeiten berufen. 1916 folgte dort auch seine Ernennung zum Wirklichen Geheimrat mit dem Anrederecht als „Exzellenz“.
Von 1919 bis 1921 war er zuerst Unterstaatssekretär und dann Staatssekretär im Ministerium für öffentliche Arbeiten Preußens. Zugleich erfolgte 1919 seine Ernennung zum Staatssekretär im Reichsverkehrsministerium, in dem er bis August 1920 auch mit der Wahrnehmung der Leitung der Abteilung für Wasserstraßen beauftragt war. Darüber hinaus war er 1919 Vorsitzender des Beirates für Landeswasserstraßen. Nachfolger als Staatssekretär und Leiter der Wasserstraßenabteilung im Reichsverkehrsministerium wurde am 1. September 1920 Paul Kirschstein.
Nach seiner Versetzung in den einstweiligen Ruhestand 1921 wurde er 1922 Preußischer Bevollmächtigter für die Rheinschifffahrt.
Max Peters starb 1933 im Alter von 76 Jahren und wurde auf dem im gleichen Jahr eröffneten Waldfriedhof Dahlem in Berlin beigesetzt. Das Grab ist nicht erhalten.

## Werke
- Schiffahrtsabgaben, 1. Teil: Die Rechtslage. Duncker & Humblot, Leipzig 1906, urn:nbn:de:bvb:12-bsb11127546-2 (bsb-muenchen.de).
- Schiffahrtsabgaben auf natürlichen Wasserstraßen nach deutschem Reichsrecht : eine Erwiderung auf die Kritik des Professors der Rechte Dr. Otto Mayer in Leipzig. Duncker & Humblot, Leipzig 1907, urn:nbn:de:bsz:15-0011-175003.
- Schiffahrtsabgaben, 2. und 3. Teil: Die wirtschaftliche Lage / Die verkehrspolitische Lage. Duncker & Humblot, Leipzig 1908, urn:nbn:de:bvb:12-bsb11127547-7 (bsb-muenchen.de).
- Wasserstraßen und Binnenschiffahrt in: Philipp Zorn, Herbert von Berger (Schriftleitung): Deutschland unter Kaiser Wilhelm II. Hrsg. von Siegfried Körte, Friedrich Wilhelm von Loebell u. a. 3 Bände. R. Hobbing, Berlin 1914.